# 軌道離心率

各種不同離心率的軌道範例，中间黑点为焦点（之一），为中心天体所在的位置

在天文動力學，架構在標準假說下的任何軌道都必須是圓錐曲線的形狀。圓錐曲線的離心率，軌道離心率是定義軌道形狀的重要參數，而且定義了絕對的形狀。離心率可以解釋為形狀從圓形偏離了多少的程度。
架構在標準假說下，離心率（偏心率，{\displaystyle e\,\!}）是嚴格的定義了圆、椭圆、抛物线和双曲线，並且有如下的數值：
- 圓軌道：{\displaystyle e=0\,\!},
- 橢圓軌道：{\displaystyle 0<e<1\,\!},
- 拋物線軌道：{\displaystyle e=1\,\!},
- 雙曲線軌道：{\displaystyle e>1\,\!},

橢圓的離心率{\displaystyle e}是圓的角度投映。例如說，水星的離心率是（0.2056），簡單的計算正弦的反函數可以得到投映的角度是11.86度，然後以那個數值的傾斜角度觀察任何的圓形物體（例如從上面觀看的咖啡杯），投射到你的眼中所看見的橢圓就會有相同的離心率。

## 計算
軌道離心率能夠從軌道狀態向量計算得知離心率向量的大小：
{\displaystyle e=\left|\mathbf {e} \right|}
此處：
- {\displaystyle \mathbf {e} \,\!}是離心率向量。

對橢圓軌道也能從距離的近拱點和遠拱點計算得知：
{\displaystyle e={{d_{a}-d_{p}} \over {d_{a}+d_{p}}}=1-{\frac {2}{{\frac {d_{a}}{d_{p}}}+1}}={\frac {2}{{\frac {d_{p}}{d_{a}}}+1}}-1}
此處：
- {\displaystyle d_{p}\,\!}是近拱點的距離。
- {\displaystyle d_{a}\,\!}是遠拱點的距離。

## 舉例
例如，地球現在的軌道離心率是0.0167，而由於行星間的重力吸引，經過一段時間會慢慢變成接近0，而最大值約為0.05。（圖請參考 （页面存档备份，存于））。
在其他的數值上，水星的離心率（0.2056）是在太陽系內行星中最大的。在2006年行星重定義，矮行星的冥王星有更大的離心率大約0.248，月球有值得注意的離心率0.0554。其他行星的離心率，可以參考太陽系的行星表。

## 對氣候的影響
季節的長度對應於地球在軌道上經過分點與至點間所掃掠過的面積。
軌道力學要求季節長度需要與對應季節的象限被掃掠過的面積成比率，所以在軌道離心率的極值，在遠心點上的時間（日期）會比在近心點上要長。今天，在北半球，在秋季與冬季位於近日點附近，地球以最快的速度運動著，因此冬季和秋季比春季和夏季為短。在2006年，北半球的夏天比冬天長4.66天，春天比秋天長2.9天。(source)軸向進動緩緩的改變地球的分點與至點在軌道上的位置，參考回歸年有更詳細的說明與數值。在未來的10,000年，北半球的冬季會逐漸變長，而夏季會變得短些，最後，創造出來的環境將順理成章的引發下一次的冰河期。

## 外部連結
- World of Physics: Eccentricity （页面存档备份，存于）
- The NOAA page on Climate Forcing Data （页面存档备份，存于） includes (calculated) data from Berger (1978), Berger and Loutre (1991)[永久] and Laskar et al. (2004) on Earth orbital variations, including eccentricity, over the last 50 million years and for the coming 20 million years
- The orbital simulations by Varadi, Ghil and Runnegar (2003) provide another, slightly different series for Earth orbital eccentricity, and also a series for orbital inclination